# Spinus
Spinus é um género de aves passeriformes da família dos tentilhões (fringillidae), quem contém os pintassilgos e lugres da América. O nome do género vem do grego antigo spinos, o nome de uma ave que atualmente não identificada.
Todas as espécies do género, com a exceção do Spinus thibetanus, eram anteriormente incluídas no género Carduelis, tendo sido movido para o ressuscitado género Spinus cam base em estudos filogenéticos do ADN mitocondrial e nuclear O Spinus thibetanus era antes classificado no género Serinus (o mesmo dos canários). O lugre e o Spinus thibetanus são as únicas espécies do Velho Mundo incluídas no grupo.
O nome Spinus foi introduzido em 1816 pelo naturalista alemão Carl Ludwig Koch.

## Espécies
- Pintassilgo-de-cabeça-preta - Spinus magellanicus ou Carduelis magellanica
- Pintassilgo-do-nordeste - Spinus yarrellii ou Carduelis yarrellii
- Pintassilgo-de-barriga-amarela - Spinus xanthogastrus ou Carduelis xanthogastra
- Pintassilgo-da-venezuela - Spinus cucullatus ou Carduelis cucullata
- Pintassilgo-negro - Spinus atratus ou Carduelis atrata
- Pintassilgo-de-gravata - Spinus barbatus ou Carduelis barbata
- Pintassilgo-de-uropígio-amarelo - Spinus uropygialis ou Carduelis uropygialis
- Pintassilgo-de-bico-grosso - Spinus crassirostris ou Carduelis crassirostris
- Pintassilgo-do-equador - Spinus siemiradzkii ou Carduelis siemiradzkii
- Pintassilgo-verde - Spinus olivaceus ou Carduelis olivacea
- Pintassilgo-dos-andes - Spinus spinescens ou Carduelis spinescens
- Lugre - Spinus spinus ou Carduelis spinus
- Pintassilgo-de-peito-negro - Spinus notatus ou Carduelis notata
- Pintassilgo-de-chapéu-preto - Spinus atriceps ou Carduelis atriceps
- Pintassilgo-das-antilhas - Spinus dominicensis ou Carduelis dominicensis
- Pintassilgo-capa-preta - Spinus psaltria ou Carduelis psaltria
- Pintassilgo-americano - Spinus tristis ou Carduelis tristis
- Pintassilgo-lawrence - Spinus lawrencei ou Carduelis lawrencei
- Pintassilgo-pinheiro - Spinus pinus ou Carduelis pinus
- Spinus thibetanus ou Serinus thibetanus